# Osnovna šola Riharda Jakopiča
Osnovna šola Riharda Jakopiča je osnovna šola v osrednji Šiški oz. Na Jami (Ljubljana) na Derčevi ulici 1. V bližini šole je Hotel M, Kino Šiška, Zdravstveni dom Šiška ...
Poimenovana je po slovenskemu slikarju Rihardu Jakopiču, ki je živel v neposredni bližini.
Leta 2021 je bila celotna šola obnovljena.

## Zgodovina
Šolo je ustanovila leta 1965 Občina Ljubljana-Šiška kot Osnovna šola Na Jami, a je bila že novembra istega leta preimenovana v trenutni naziv na predlog krajanov; sprememba imena naj bi tako odražalo večji pomen učenja likovne umetnosti na šoli. Prvotno je šola imela 20 učilnic, 6 kabinetov, veliko predavalnico in dve telovadnice na skupaj 3615 kvadratnih metrov uporabne površine; sprejela je lahko do 1200 učencev.
Pred šolo je bil postavljen tudi prvi spomenik Jakopiču (leta 1969), zato je šola od 1993. leta tudi skrbnik njegovega groba na ljubljanskih Žalah.